# Sandwich generation
De term sandwich generation (Nederlands: sandwichgeneratie) wordt in de Amerikaanse onderzoeksliteratuur gebruikt voor mensen tussen 40 en 60 jaar oud die tegelijk zowel voor hun opgroeiende kinderen als voor hun bejaarde ouders moeten zorgen.
De term vergelijkt de groep met broodbeleg dat ingeklemd zit tussen twee sneden. De broodsneden zijn dan respectievelijk de eigen ouders en de eigen kinderen. Deze volgens sommigen smakeloze vergelijking geeft aan hoe er oorspronkelijk vanuit de onderzoekers tegen mensen van middelbare leeftijd werd aangekeken; ze worden geplet door hun kinderen en door hun ouders. Beide groepen vragen aandacht en zorg, en de druk komt bij de volwassenen te liggen.
Deze levensperiode zou zowel een fysieke als een emotionele en financiële aanslag betekenen voor volwassenen. Nieuwe onderzoeken laten een wat evenwichtiger beeld zien. De relaties tussen volwassenen en kinderen en volwassenen en ouders zijn dynamisch van aard en kunnen ook ontwikkeling en groei betekenen voor alle betrokkenen.